# Badis ruber
Badis ruber es una especie de pez del género Badis, familia Badidae. Fue descrita científicamente por Schreitmüller en 1923.
Se distribuye por Asia: cuenca del Mekong en Laos y Tailandia, cuencas de Salween e Irrawaddy. La longitud estándar (SL) es de 5 centímetros. Habita en pequeños arroyos con vegetación densa.
Está clasificada como una especie marina inofensiva para el ser humano.